# Vanguard 2
O Vanguard 2 ou Vanguard II foi um satélite estadunidense de pesquisas terrestres lançado em 17 de fevereiro de 1959 através de um foguete VLS Vanguard 4. O satélite Vanguard 2 foi projetado para medir a cobertura de nuvens sobre a distribuição da luz do dia sobre uma porção da sua órbita, por um período de 19 dias, e para proporcionar informações sobre a densidade da atmosfera para o tempo de vida da sua órbita (~ 300 anos).
Em 04 de abril de 2012, o Vanguard 2 ainda estava em órbita.

## Satélites anteriores
Antes do lançamento bem-sucedido em 1959 do satélite que ficou conhecido como Vanguard 2, várias tentativas de lançamento do satélite chamado "Vanguard 2" foram feitas em 1958. Todos esses lançamentos falharam em alcançar a órbita. Os satélites que não conseguiram alcançar a órbita foram:
- Vanguard 2A: lançado em 29 de abril de 1958, pelo foguete Vanguard TV-5;
- Vanguard 2B: lançado em 28 de maio de 1958, pelo foguete Vanguard SLV-1;
- Vanguard 2C: lançado em 26 de junho de 1958, pelo foguete Vanguard SLV-2;
- Vanguard 2D: lançado em 26 de setembro de 1958, pelo foguete Vanguard SLV-3.

O satélite cujo lançamento foi bem sucedido e que ficou conhecido como Vanguard 2 foi o Vanguard 2E.

## Nave espacial
A espaçonave é uma esfera de magnésio com 50,8 cm (20,0 pol.) De diâmetro. Continha dois telescópios ópticos com duas fotocélulas. A esfera era banhada a ouro internamente e externamente coberta com um depósito de alumínio revestido com óxido de silício de espessura suficiente para fornecer controle térmico para a instrumentação .
A comunicação de rádio era fornecida por um transmissor de telemetria de 108,03 MHz de 1 watt e um transmissor de farol de 108 MHz de 10 mW que enviava um sinal contínuo para fins de rastreamento. Um receptor de comando foi usado para ativar um gravador que retransmitiu os dados do experimento do telescópio para o transmissor de telemetria.
A fonte de alimentação para a instrumentação foi fornecida por baterias de mercúrio.

## Pós-missão
Após o término da missão científica, tanto o Vanguard 2 quanto o estágio superior do foguete usado para lançar o satélite se tornaram objetos abandonados que continuariam a orbitar a Terra por muitos anos. Em fevereiro de 2021, ambos os objetos permanecem em órbita.
Como os três satélites Vanguard ainda estão orbitando, com suas propriedades de arrasto essencialmente inalteradas, eles formam um conjunto de dados atmosféricos de base com sessenta anos de idade. O Vanguard 2 tem uma vida útil orbital esperada de 300 anos.